# Opuntia rufida
Espèce
Classification APG II (2003)
Statut de conservation UICN

 LC  : Préoccupation mineure
Statut CITES
Opuntia rufida est une espèce de cactus pouvant attendre 1,50 m et 50 cm de large. Article à aiguillons rouge orangé. C'est une plante originaire du Texas et du Mexique peu rustique appréciant peu de descendre sous les 6 degrés. Autrefois nommé sous le nom de Opuntia microdasys rufida, c'est une variété fragile.